# Dorfkirche Kleinwusterwitz

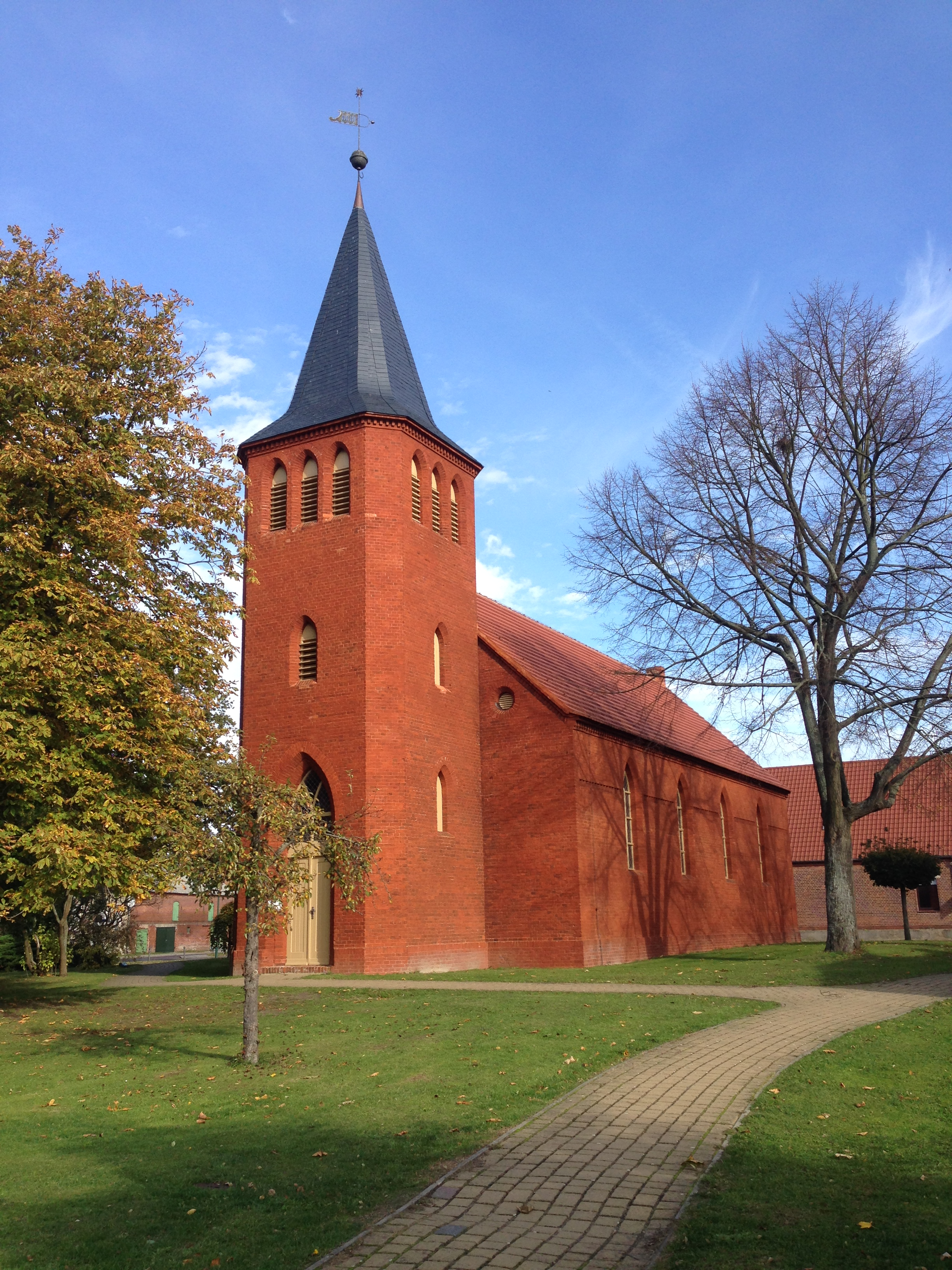
Ansicht von Westen mit Turm

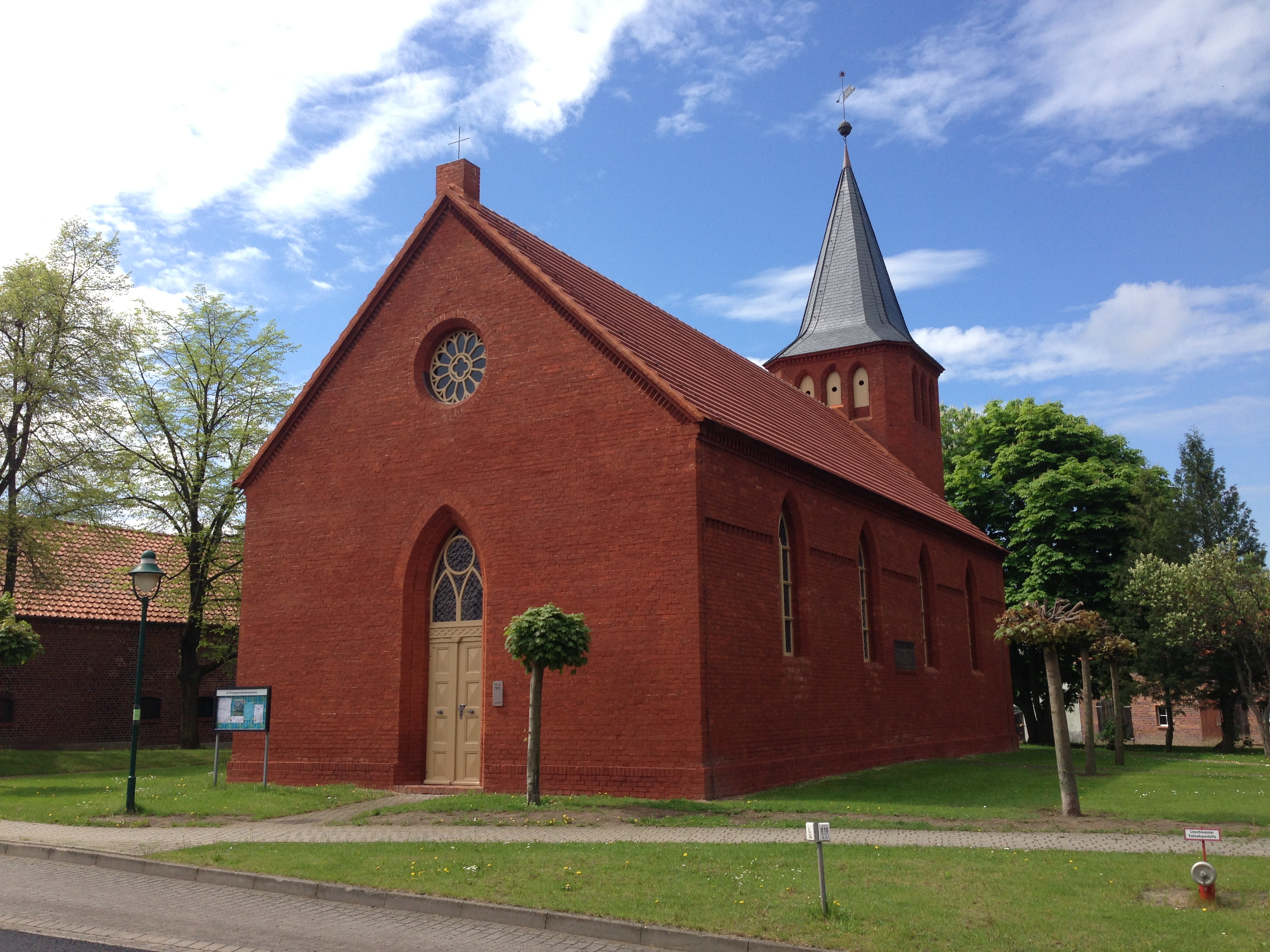
Ostansicht mit Rosettenfenster

Die Dorfkirche zu Kleinwusterwitz ist ein evangelisches Kirchengebäude in Kleinwusterwitz, einem Ortsteil der Stadt Jerichow im Landkreis Jerichower Land in Sachsen-Anhalt. Die Gemeinde gehört zum Kirchspiel Schlagenthin im Kirchenkreis Elbe-Fläming der Evangelischen Kirche in Mitteldeutschland. 

Die neugotische Backsteinkirche im Zentrum des Dorfes am Dorfanger ist das Wahrzeichen des Ortes und steht unter Denkmalschutz. 

Für das heutige Aussehen der Kirche ist der preußische Architekt Karl Friedrich Schinkel verantwortlich.

## Geschichte
Vom spätromanischen Vorgängerbau, einem Backsteinbau an gleicher Stelle, blieben nur die romanische Sandsteintaufe sowie eine Glocke im Turm erhalten. Am Anfang der 1830er Jahre wurden an der Kirche so erhebliche Schäden festgestellt, dass man einen Neubau plante.

„Das Abbrechen der alten Kirche geschah vom 6. bis 20. März 1838. 

Am 22. März wurde der Grundstein der neuen Kirche gelegt. 

Ende Oktober hoffen wir zu Gott, soll der ganze Bau beendet sein...“

heißt es in einem Schreiben vom 9. Juni 1838, das bei Dachdeckerarbeiten 1983 im Turm gefunden wurde.
Den ersten Entwurf zum Kirchenbau erarbeitete Regierungsbaurat Lücke, Berlin, in neugotischer Form. Der Entwurf wurde durch den preußischen Geheimen Oberbaurat Karl Friedrich Schinkel redigiert und durch ein Gutachten mit beigefügter Skizze geringfügig verändert. Schinkels Vorstellungen bezogen sich in erster Linie auf die Gestaltung des Turmes, der Fassaden und der Fenster sowie die Emporen- und Chorgestaltung im Inneren.
Die feierliche Einweihung der neuen Kirche erfolgte 1838 in Anwesenheit von Prinz August von Preußen.
Baugleich ist die Dorfkirche Böhne bei Rathenow. Deren Vorgängerbau fiel 1838 einem Brand zum Opfer. Da angestrebt wurde, die Kirche möglichst schnell wiederzuerrichten, bediente sich das kirchliche Bauamt eines Tricks und griff auf den bereits vorhandenen und genehmigten Plan der Kleinwusterwitzer Kirche zurück.

## Beschreibung und Ausstattung

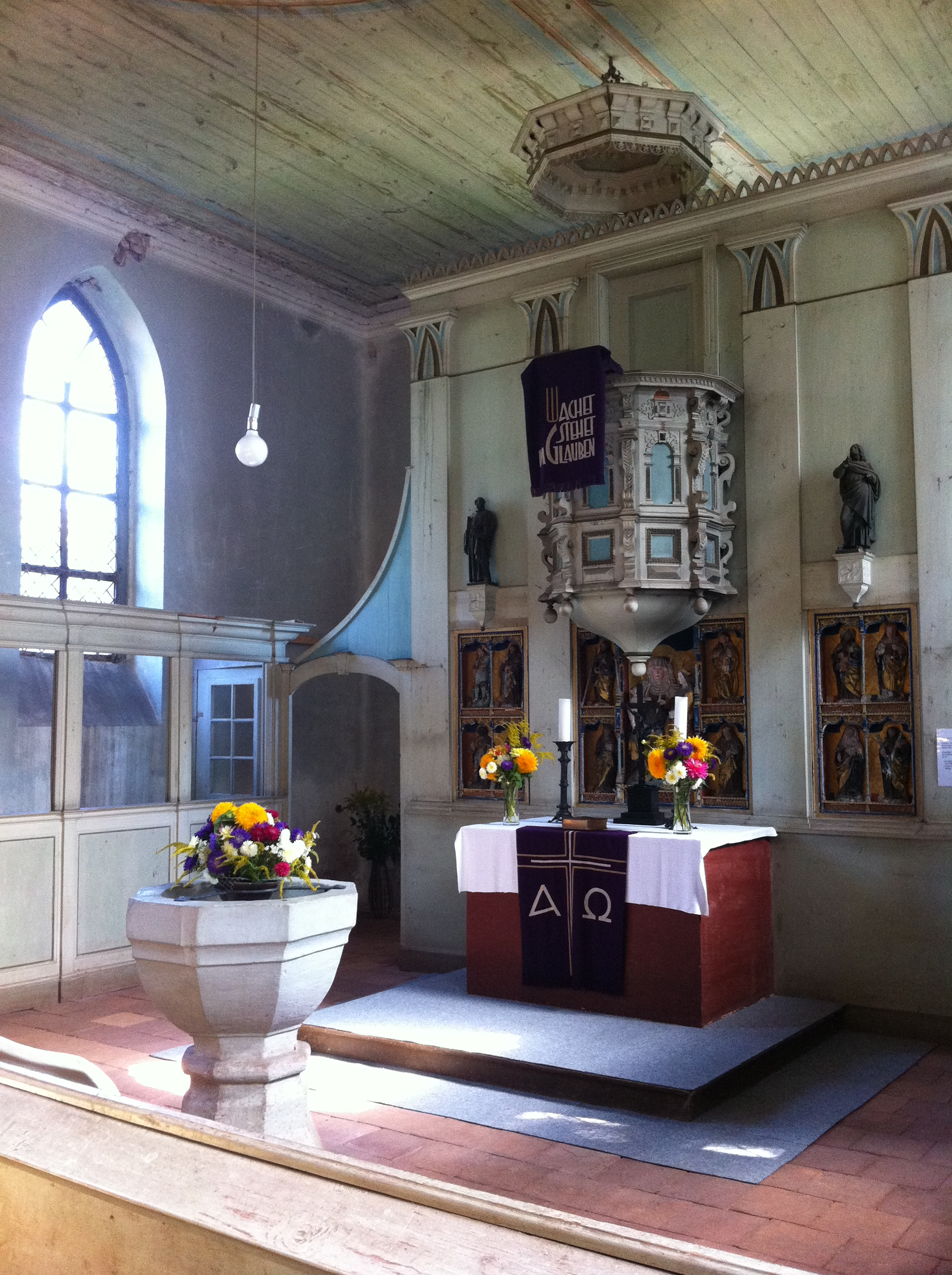
Innenansicht Altarraum

Die Kirche besteht aus einem rechteckigen Längsschiff mit vorgesetztem quadratischem Westturm, der von einem – ursprünglich mit Schiefer gedeckten – eingezogen ansetzenden Zeltdach bekrönt wird.
Das Kirchenschiff wird durch jeweils 4 Spitzbogenfenster und ein horizontal umlaufendes Schmuckgesims gegliedert. Der Ostgiebel hat direkt hinter dem Altar eine Tür und ein darüber befindliches Rosettenfenster.
Die Innenausstattung ist schlicht und wird geprägt von der Hufeisenempore und der den Saal überspannenden Flachdecke aus Holz, die mit Malereien versehen ist. Die Brüstung der Empore stammt im Westteil – wie auch der sechsseitige Kanzelkorb und Teile des Altars – aus der Vorgängerkirche. Hier wird die denkmalpflegerische Haltung des Baumeisters deutlich: Ausstattungsstücke der abgerissenen Kirche wurden behutsam in die neue Raumkonzeption einbezogen.
Der achtseitige Taufstein in Kelchform, datiert auf das Jahr 1524 ist der spätgotischen Zeit zuzuordnen. Er besteht aus Sandstein und wird aus einer Halbkugel mit einem Durchmesser von 82 cm, die auf einem umgestülpten Würfelkapitell liegt, gebildet.
In die neugotische Altarwand wurden Teile des aus der ersten Hälfte des 16. Jahrhunderts stammenden Schnitzaltar eingefügt. Der Mittelschrein zeigt Anna selbdritt, umgeben von vier Heiligenfiguren, die mehrmals übermalt wurden. Die Flügel enthalten – in zwei Reihen übereinander angeordnet – jeweils vier weitere Heilige.
Bei der Verlegung des Fußbodenpflasters stieß man auf eine mittelalterliche Grabstelle aus geformten Backsteinen, die als einziges vollständig erhaltenes Beispiel dieser Art im Elbe-Havel-Gebiet gilt. Sie wurde sorgfältig in das neue Backsteinpflaster hinter dem Altar eingefügt. Die Inschrift auf der Grabplatte lautet wie folgt:

„Marie von Beyren, Frau des Jacob von Beyren aus dem Hause Randow ist verstorben.“

Die Orgel mit schlichtem Prospekt wurde 1857 in die Kirche eingebaut und ist derzeit nicht spielbar.
2012 konnten an der Kirche umfangreiche Sanierungsarbeiten an Fassade und Dach durchgeführt werden. Im Ergebnis dessen erhielten der Turm wieder eine Schieferdeckung, Fenster und Türen eine Überarbeitung und die Fassade eine ziegelfarbene Rötelung, die sie nach restauratorischem Befund zur Bauzeit trug.